# Шмалько Марія Гаврилівна
Марія Гаврилівна Шмалько (14 липня 1928, село Бабаківка, тепер у складі міста Токмак Запорізької області — ?) — українська радянська діячка, ланкова колгоспу імені Сталіна Велико-Токмацького району Запорізької області. Депутат Верховної Ради УРСР 3-го скликання.

## Життєпис
Народилася у селянській родині.
Під час німецько-радянської війни у 1941 році разом із батьками переганяла худобу колгоспу імені Сталіна села Бабаківки Велико-Токмацького району Запорізької області у східні райони СРСР. Працювала колгоспницею рільничої бригади колгоспу «Красное знамя» Солдато-Олександрівського району Орджонікідзевського (Ставропольського) краю.  У 1942 році евакуйовувала колгоспну худобу до Дагестанської АРСР. У 1944 році повернулася до рідного села.
З 1944 року — колгоспниця, а з 1948 року — ланкова комсомольсько-молодіжної ланки колгоспу імені Сталіна села Бабаківки (передмістя Токмаку) Велико-Токмацького району Запорізької області. У 1948 році вступила до комсомолу.
Потім — на пенсії у місті Токмак Запорізької області.